# 国鉄タキ3650形貨車
国鉄タキ3650形貨車（こくてつタキ3650がたかしゃ）は、かつて日本国有鉄道（国鉄）及び1987年（昭和62年）4月の国鉄分割民営化後は日本貨物鉄道（JR貨物）に在籍したタンク車である。

## 概要
タキ3650形は1966年（昭和41年）4月6日に日本車輌製造にて1両（コタキ3650）が製作された。リン酸専用車としては初めての35t 積私有貨車である。
記号番号表記は特殊標記符号「コ」（全長 12 m 以下）を前置し「コタキ」と標記する。
本形式の他にリン酸を専用種別とする形式は、タ4200形（1両）、タム8200形（3両）、タキ1200形（初代）（1両）、タキ1250形（8両）、タキ11200形（14両）、タキ11300形（2両）、タキ17400形（2両）の7形式がある。
所有者は燐化学工業であり、常備駅は衣浦臨海鉄道半田線の半田埠頭駅である。
ドーム付き直円筒型のタンク体は、普通鋼（一般構造用圧延鋼材、SS41現在のSS400）製で荷役方式はタンク上部にある積込口からの上入れ、液出管と空気管使用による上出し方式である。
1979年（昭和54年）10月より化成品分類番号「侵80」（侵食性の物質、腐食性物質、危険性度合3（小））が標記された。
塗色は黒色であり、全長は10,300mm、全幅は2,450mm、全高は3,744mm、台車中心間距離は6,200mm、実容積は22.4m3、自重は15.8t、換算両数は積車5.0、空車1.6、最高運転速度は75km/h、台車はベッテンドルフ式のTR41Cである。
1987年（昭和62年）4月の国鉄分割民営化時にはJR貨物に車籍が継承され、1996年（平成8年）8月に廃車となり同時に形式消滅となった。